# Jürgen Hofer
Jürgen Hofer (* 9. Dezember 1941 in Wiesbaden) ist ein deutscher Politiker der FDP/DVP.

## Leben und Beruf
Hofer studierte nach dem Abitur Rechtswissenschaft in Münster, Berlin, Hamburg und Bonn. Von 1972 bis 1973 war er Rechtsanwalt und anschließend bis 1975 beim Rems-Murr-Kreis und beim baden-württembergischen Innenministerium tätig. Hofer ist verheiratet und hat drei Kinder.

## Politik
1975 wurde Hofer zum Bürgermeister von Weinstadt gewählt. Mit deren Erhebung zur Großen Kreisstadt wurde er 1979 Oberbürgermeister. Nach mehreren Wiederwahlen übte er das Amt bis zum Jahr 2000 aus.
Von 1996 bis 2006 war er Abgeordneter im Landtag von Baden-Württemberg, in dem er das Zweitmandat des Wahlkreises 16 Schorndorf vertrat. Darüber hinaus war er Mitglied des Kreistages des Rems-Murr-Kreises und Fraktionsvorsitzender in der Verbandsversammlung der Region Stuttgart.

## Ehrungen
2006 wurde Hofer mit der Verdienstmedaille des Landes Baden-Württemberg ausgezeichnet. Weinstadt verlieh ihm 2007 die Ehrenbürgerwürde.